# Chapelle Notre-Dame-du-Carmel de Courbassil
Pour les articles homonymes, voir Notre-Dame-du-Mont-Carmel (homonymie).
La chapelle Notre-Dame-du-Carmel de Courbassil (en catalan : Mare de Déu del Carme de Cortvassill) est un édifice religieux situé dans le hameau de Courbassil, à Porta, dans le département français des Pyrénées-Orientales, en région Occitanie.

## Description
La chapelle est située au bord de la route nationale 20, à l'entrée nord du hameau de Courbassil. Sa composition est simple : elle est composée d'une petite nef rectangulaire insérée dans la topographie, sans abside saillante. Elle est construite en pierre, et couverte en lauze sur une charpente en bois. Sa façade sur route présente une petite porte entourée par une petite fenêtre de chaque côté, sur le linteau desquelles se trouve une inscription en latin "Anni 1866. Ego Semper Vos Custodiam". 

## Histoire
La chapelle est déjà attestée dans le cadastre napoléonien de 1830, 50 m plus au sud, à l'ancien carrefour de l'entrée de Courbassil. Selon la tradition, la chapelle aurait été bâtie pour commémorer la survie d'une statue de la Vierge Marie à une avalanche ayant tout balayé sur son passage. Elle est reconstruite en 1866 au bord de la route nationale 20, comme l'indique le linteau de la façade sur route.